# 樋口直巳
樋口直巳（日语：／ Higuchi Naomi，1961年3月29日—），日本男子摔跤运动员。他曾代表日本参加亚洲摔跤锦标赛，获得一枚银牌。他也曾参加1984年夏季奥林匹克运动会。